# 御波桥
御波桥，位于中国广东省佛山市顺德区伦教街道，为一处清代古建筑。1991年5月1日，列入顺德市文物保护单位；2006年，列入佛山市文物保护单位。